# Louis Émile Dérodé
Pour les articles homonymes, voir Derode.
Louis Émile Dérodé, né à Reims le 20 mai 1812, mort à Ludes (Marne) le 21 mars 1864, est un homme politique français.

## Biographie
Louis Émile Dérodé-Le Roy, avocat, conseiller général de la Marne (canton de Verzy) en 1845, fut représentant du département de la Marne à l’Assemblée nationale de 1848. Non réélu en 1849, il reprit sa place au barreau de Reims. Il fut président du Comice agricole de l’arrondissement de Reims et conseiller municipal. Arrière-petit-neveu de Simon-Nicolas-Henri Linguet, il épousa Marie Virginie Le Roy (1824-1894) et repose dans le canton 3 du Cimetière du Nord.
Il existe la rue Dérodé à Reims.

## Sources
- « Louis Émile Dérodé », dans Adolphe Robert et Gaston Cougny, Dictionnaire des parlementaires français, Edgar Bourloton, 1889-1891 [détail de l’édition]